# Toponom
Mit Toponom (von altgriechisch τόπος tópos, deutsch ‚Ort‘ und altgriechisch νόμος -nómos, deutsch ‚Gesetz‘; engl. toponomics) kann man die Gesamtheit der molekularen Netzwerke der Zellen und Gewebe, ihr funktionelles Proteinmuster bezeichnen. Der neue Begriff wurde in Entsprechung zu Genom gebildet, der Gesamtheit der Gene, der Erbanlagen. Er führt zusätzlich topologische Gesichtspunkte in die Beschreibung der höchst dynamischen (veränderlichen) und komplexen (vielschichtigen) biologischen Systeme ein. Das Wort Toponom wurde von Walter Schubert bei der Beschreibung von neuronalen Netzwerken im Zusammenhang der Proteomforschung eingeführt. Der englische Begriff Toponomics ist darüber hinaus ein kommerziell verwendeter Markenname.